# Rasputin (videogioco)
Rasputin è un videogioco a piattaforme ambientato in un labirinto isometrico, pubblicato nel 1986 per Amstrad CPC, Commodore 64 e ZX Spectrum (due edizioni distinte per Spectrum 48k e 128k) dalla Firebird nella collana Hot. Fa riferimento a Grigorij Rasputin, ma ha ben poco a che vedere con il personaggio storico e si svolge in un luogo soprannaturale.

## Modalità di gioco
Il giocatore controlla un crociato contro le forze del male al servizio dello spirito di Rasputin. Per sconfiggerlo deve trovare e neutralizzare otto oggetti magici e infine il Gioiello dei Sette Pianeti. Il gioco si svolge in un labirinto surreale di stanze tridimensionali, che ricorda una fortezza di mattoni. Ogni stanza ha visuale isometrica fissa.
Parte del labirinto è formata da una serie di otto stanze affiancate, semplici e dotate di pavimento, popolate da crociati nemici e ciascuna con un portale identificato da una delle otto lettere cirilliche del nome Rasputin. Dai portali si accede a molte altre stanze, intricate e prive di un normale pavimento, con stretti passaggi sospesi nel vuoto a diverse altezze. Qui ci sono vari tipi di creature ostili e si può anche dover passare su blocchi rotanti o mobili.
I controlli del personaggio sono di tipo rotatorio: con le direzioni destra e sinistra si fa ruotare il crociato di 90° e con la direzione in su si avanza. Si può inoltre saltare in avanti e usare lo scudo e la spada. Si ha una sola vita e una barra dell'energia vitale. Se si precipita nel vuoto, una nuvoletta riporta il crociato nella stanza, ma si perde un po' di energia. Anche lo scudo e la spada hanno energia limitata, che si consuma con l'uso, ed è rappresentata da due candele che si accorciano.
Camminando sopra determinate pietre segnate da un marchio di Rasputin si ricarica l'energia delle armi. Passando su tutte le pietre marcate di un'area, e così eliminandole, appare una creatura oscura; uccidendola si ottiene un incantesimo. Spesso gli incantesimi ricaricano l'energia, ma i più importanti attivano una delle quattro icone di occhi colorati in fondo allo schermo. L'occhio attivo, quando si è in una stanza dello stesso colore, permette di eliminare (salendoci sopra) uno degli otto blocchi marcati da una lettera cirillica del nome Rasputin, che sono sparsi per il labirinto e rappresentano gli obiettivi del gioco. 
Su ZX Spectrum e Commodore 64 la visuale principale è monocromatica, mentre su Amstrad ha alcuni colori in più. Solo su Commodore 64 c'è una colonna sonora più varia, composta da vari motivi russi, realizzata da Rob Hubbard. La versione ZX Spectrum 128k ha più stanze di quella a 48k, e una scenetta di Rasputin che parla con sintesi vocale.